# Athetis stellata
Athetis stellata är en fjärilsart som beskrevs av Moore 1882. Athetis stellata ingår i släktet Athetis och familjen nattflyn. Inga underarter finns listade i Catalogue of Life.